# Hundtjärnen (Klövsjö socken, Jämtland, 693838-142753)
Hundtjärnen är en sjö i Bergs kommun i Jämtland och ingår i Ljungans huvudavrinningsområde.